# Výšinka
Výšinka (do roku 1950 Ženská Bída, německy Weiberkränke) je malá vesnice, část obce Hajnice v okrese Trutnov. Nachází se asi 3,5 km na západ od Hajnic. Prochází zde silnice I/37. V roce 2009 zde bylo evidováno 32 adres. V roce 2001 obyvatelé zahrnuti do vesnice Horní Žďár.
Výšinka leží v katastrálním území Horní Žďár o výměře 5,54 km2.

## Pamětihodnosti
- Kaple sv. Rodiny z roku 1897